# Ananteris diegorojasi
Espèce
Ananteris diegorojasi est une espèce de scorpions de la famille des Ananteridae.

## Distribution
Cette espèce est endémique de l'État de Trujillo au Venezuela. Elle se rencontre vers Pampanito.

## Description
La femelle holotype mesure 27,90 mm et le mâle paratype 22,64 mm.

## Systématique et taxinomie
Cette espèce a été décrite par Rojas-Runjaic en 2005.

## Étymologie
Cette espèce est nommée en l'honneur de Diego Francisco Rojas-Runjaic.

## Publication originale
- Rojas-Runjaic, 2005 : « Un nuevo escorpión del género Ananteris Thorell (Scorpiones: Buthidae) para Venezuela. » Anartia, vol. 19, p. 1-13.